# Nikki Giovanni
Yolande Cornelia "Nikki" Giovanni Jr. (Knoxville, Tennessee, 7 de juny de 1943 — Blacksburg, Virginia, 9 de desembre de 2024) va ser una escriptora, poeta, articulista, professora i activista afroamericana estatunidenca. És una de les poetes afroamericanes més reconegudes; va escriure antologies poètiques, assajos i literatura infantil i va gravar lectures de poemes. Va guanyar nombrosos premis com la medalla Langston Huges i el premi NAACP Image. Ha estat nominada a un premi Grammy pel seu àlbum de poesia, The Nikki Giovanni Poetry Collection. Oprah Winfrey la va considerar una de les 25 llegendes vives. Nikki Giovanni fou una de les escriptores del Moviment de les Arts Negre.
A finals de la dècada de 1960 va començar a fer-se famosa com una de les escriptores més importants del Moviment de les Arts Negre. Influïda pel Moviment afroamericà pels Drets Civils i el Moviment Black Power, la seva obra primerenca té una forta perspectiva militant afroamericana que la converteix en "la poeta de la revolució negra". A la dècada de 1970 va començar a escriure literatura infantil i va cofundar l'editorial NikTo Ltd per a editar obres d'escriptores afroamericanes. Les seves obres posteriors tractaven problemes socials, relacions humanes i el hip-hop. Hi ha poemes com "Knoxville, Tennessee" i "Nikki-Rosa" que s'han reeditat en moltes antologies i compilacions.
Giovanni va ser professora de la Universitat Rutgers de Queens, de la Universitat Estatal d'Ohio, i després va ser professora distingida del Institut Politènic i Universitat Estatal de Virginia fins que es va retirar l'1 de setembre de 2022. El 2007 va escriure un poema memorial de la Matança a Virgínia Tech.

## Vida i feina
Yolande Cornelia "Nikki" Giovanni Jr. va néixer a Knoxville, Tennessee filla de Yolande Cornelia Sr. i Jones "Gus" Giovanni. Poc després del seu naixement, la seva família es va mudar a Cincinnati, Ohio, a on els seus pares van treballar de professors. El 1958, Giovanni va tornar a Knoxville, a on va viure amb els seus pares i va estudiar secundària a l'Institut d'Austin. El 1960, va començar a estudiar a la Universitat Fisk a Nashville, Tennessee abans que hagués acabat els estudis secundaris. De seguida va tenir problemes amb la degana de les dones, Ann Cheatam i fou expulsada perquè va anar a casa seva el dia d'acció de gràcies sense el seu permís. Giovanni va tornar a Knoxville on va treballar en una drogueria i cuidant del seu nebot Christopher. El 1964, Giovanni va parlar amb la nova degana de dones a la Universitat Fisk, Blanche McConnell Cowan ("Jackie"), que li va dir a Giovanni que tornés a la universitat aquella tardor. A Fisk va editar la revista literària Elan, va refer el capítol del campus del SNCC (Comitè Coordinat dels Estudiants per la No-Violència). El 1967 es va graduar honoris cum laude en història.
Poc després de la seva graduació es va morir la seva àvia Louvenia Watson i va escriure poemes sobre la seva mort. Aquests poemes més tard foren inclosos en la seva antologia, Black Feelings, Black Talk. El 1968, Giovanni va assistir durant un semestre a la Universitari de Pennsilvània i llavors va migrar a la ciutat de Nova York. Va estudiar durant un breu temps a la Universitat de Colúmbia i va publicar privadament la seva obra Black Feeling, Black talk. El 1969 Giovanni va començar ensenyar al Livingston College de la Universitat Rutgers. A finals de la dècada de 1960 va començar a formar part del Moviment de les Arts Negre. El 1969 va tenir el seu únic fill, Thomas Watson Giovanni. El 1970, va començar a aparèixer regularment al programa de televisió Soul!, un show de varietats i debat que promovia l'art i la cultura negra. Soul! va tenir convidats importants com Muhammad Ali, James Baldwin, Jesse Jackson, Harry Belafonte, Sidney Poitier, Gladys Cavaller, Miriam Makeba, i Stevie Meravella. Entre el 1973 i el 1987 va publicar moltes antologies de poemes, llibres infantils i àlbums d'obres literàries parlades.
Des del 1987, ha ensenyat escriptura i literatura a Virginia Tech, on és professora distingida. Ha rebut El premi NAACP Image diverses vegades, va rebre vint doctorats honoris causa i diversos altres premis, com el Premi Rosa Parcs i el Premi Langston Hughes per la seva contribució a les arts i lletres. També li han atorgat la clau de moltes ciutats com Dallas, Miami, Ciutat de Nova York, i Los Angeles. És una membre del Order of the Eastern Star (PHA), és membre vitalícia del Consell Nacional de les Dones Negres i és un membre honorària de la germandat femenina Delta Sigma Theta.
Giovanni va ser diagnosticada de càncer de pulmó a principis de la dècada de 1990 i va patir nombroses operacions. El seu Blues: For All The Changes: New Poems, publicat el 1999, té poemes sobre la naturalesa i la seva lluita contra el càncer. El 2002, Giovanni va parlar a la NASA sobre la necessitat de que els afroamericans poguessin viatjar a l'espai i posteriorment van publicar Quilting the Black-Eyed Pea: Poems and Not Quite Poems, que incloïa poemes sobre aquest tema.
També ha estat honorada per la seva vida i carrera pels History Makers quan va esdevenir la primera persona que va rebre el Premi Rosa Parks al Coratge Femení. El 2010 la Universitat Dillard li va donar la medalla d'honor presidencial. El 2015, la biblioteca de Virginia la va considerar la dona de Virgínia de la història per les seves contribucions a poesia, educació, i societat.

## Obra

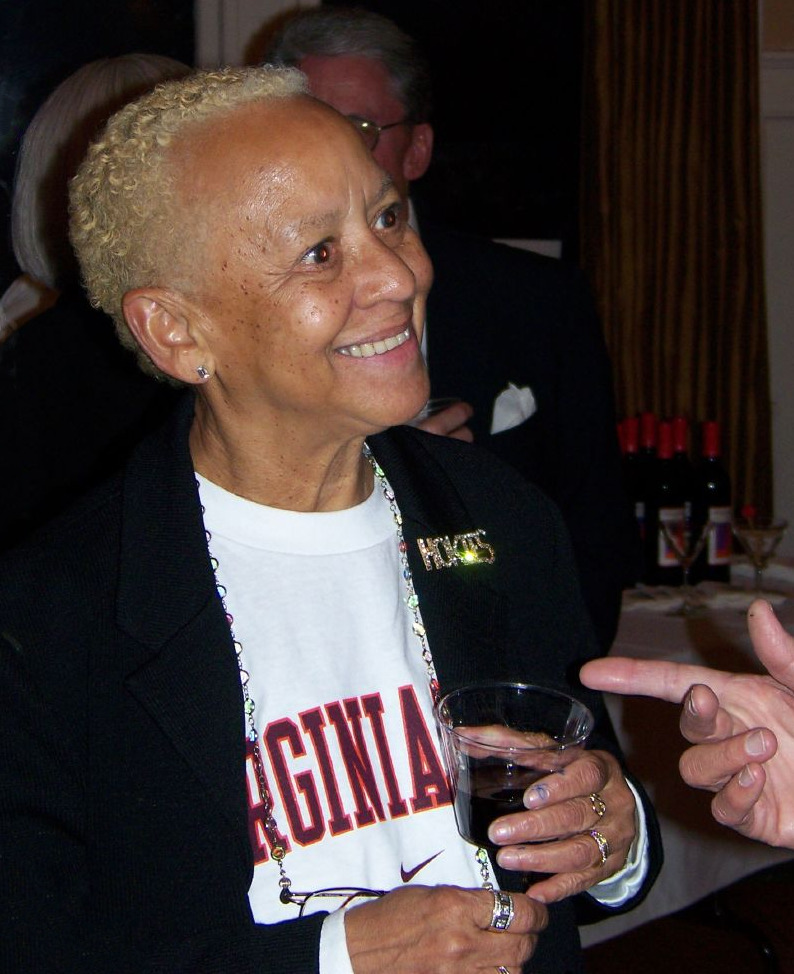
Nikki Giovanni el 2007

La seva poesia primerenca fou inspirada pel Moviment de Drets Civil i pel moviment del Black Power: Black Feeling, Black Talk (1968), Black Judgement (1968) i Re: Creation (1970). Aquests tres llibres van posicionar a Giovanni com una nova veu dels afroamericans. En "After Mecca. Women Poets and the Black Arts Movement", Cheryl Clarke cita a Giovanni com una poeta que s'havia convertit en una part significativa del moviment pels drets civils i el moviment dels Black Panthers. Giovanni és considerada com una de les millors poetes afroamericanes de la dècada de 1960. Les seves obres primerenques foren compilades a finals dels anys seixanta i a principi dels anys setanta; aquesta és considerada com més militant que les seves obres posteriors. Els seus poemes són descrits com conscient políticament, espiritualment i socialment. Evie Shockley descriu que l'obra de Giovanni és afrocentrista. Es descriu que la seva obra expressa la necessitat de la unitat, la solidaritat i l'aixecament negre Ella se sent orgullosa de ser negra, filla, mare i professora d'anglès. Ha escrit dues dotzenes de llibres de poesia, de literatura infantil i tres col·leccions d'assajos. La seva obra és per a totes les edats, ja que és accessible tant pels adults com pels infants. La seva obra ha estat molt inspirada en activistes i artistes afroamericans. La seva obra també rep influència sobre episodis de raça, gènere, sexualitat i la família afroamericana. El seu llibre Love Poems (1997) va ser escrit a la memòria de Tupac Shakur." El 2007 va escriure el llibre infantil il·lustrat Rosa sobre la vida de Rosa Parks.
Giovanni va fer lectures vives de les seves obres. Va transcendir dels cercles poètics degut al seu activisme polític. Després del naixement del seu fill, Giovanni va enregistrar molts dels seus poemes amb un rerefons musical de jazz i gospel. Va començar per viatjar arreu del món parlant i llegint per a una audiència més ampla. A les dècades de 1970 i 1980 va esdevenir més famosa!
En diverses entrevistes se li va demanar sobre els temes del gènere i la raça en la seva obra. En una entrevista titulada "I am Black, Female, Polite", Peter Bailey li demana quin rol té el gènere i la raça en la seva poesia. També li demana si el poema "Nikki-Rosa" reflecteix les seves pròpies experiències infantils, al mateix temps de les experiències de la seva comunitat. Aquest poema tracta sobre la cultura tradicional negra i toca temes com l'alcoholisme i la domèstica domèstica.
La poesia de Giovanni de finals de la dècada de 1960 i d'inicis de 1970 tracta sobre la feminitat negra i la masculinitat negra, entre altres temes. En un llibre ella co-escriure amb James Baldwin titulat A Dialogue, els dos autors parlen descaradament sobre l'estatus de l'home negre a la llar. Baldwin repta l'opinió de Giovanni sobre la representació de les dones negres com els "suports de la família" en la llar. Per contra, Giovanni reconeix la força de l'home negre, sigui o no responsable de l'entrada de capital de la casa. Ella afirma que tant els homes com les dones haurien de ser responsables de la casa. Aquests temes apareixen a la seva obra primerenca que esta enfocada en les dinàmiques de raça i gènere a les comunitats afroamericanes.
Giovanni fa gires pels Estats Units fent conferències en les quals fa crides contra la violència motivada per l'odi. Al dia de Martin Luther de 1998 va recordar els assassinats de James Byrd, Jr. i Matthew Shepard
Those Who Ride the Night Winds (1983) reconeix a les figures negres. El 1988 edita la col·lecció d'assajos Sacred Cows... and Other Edibles. Entra la seva obra més recent hi ha Acolytes i On My Journey Now.

## Premis
Fonts:
- Se li han atorgat les claus de dues dotzenes de ciutats, entre les que hi ha Nova York, Miami, Los Angeles, and Nova Orleans
- Té marcadors històrics estatals a Knoxville, Tennessee i a Lincoln Heights, Ohio
- Set premis NAACP Image:Love Poems (1998), Blues: For All the Changes (1999), Quilting the Black-Eyed Pea (2003), Acolytes (2008), * Hip Hop Speaks to Children (2009), 100 Best African American Poems (2011) i Bicycles (2010)
- Beca National Endowment for the Arts (1968)
- Harlem Cultural Council (1969)
- Dona de l'any per la, Ebony Magazine (1970)
- Dona de l'any per la revista Mademoiselle (1971)
- Dona de l'any per Ladies' Home Journal (1972)
- Premi al millor àlbum parlat del National Association of Radio and Television Announcers per Truth Is on Its Way (1972)
- Beca National Endowment for the Arts (1968)
- Nominat al premi nacional del llibre per Gemini (1973)
- The Ohio Women's Hall of Fame (1985)
- The Post-Corbett Award (1986)
- Premi d'escriptor de Tennessee, The Nashville Banner (1994)
- Premi del Governador de Tennessee Governador en humanitats (1996)
- Premi Langston Hughes (1996)
- Premi Medalla Appalachian(1998)
- El Premi del Governador de Tennessee en Arts (1998)
- Premi del governador de Virginia en Arts (2000)
- Premi Rosa Parks per dona coratjosa (primera guanyadora) (2001 i 2002)
- Finalista al premi Grammy a la millor obra parlada (2004)
- Premi Caldecott Honor (2006)
- Una espècie de ratpenat es nom com (Micronycteris giovanniae) en el seu honor (2007)
- Premi literari Carl Sandburg (2007)
- Premi Women of Power Legacy (2008)
- Premi Sankofa Freedom (2008)
- Premi Ann Fralin (2009)
- Premi Martin Luther King Jr. (2009)
- Premi Maya Angelou a la trajectòria(2017)[27]

## Obres

### Llibres de poesia
- Black Feeling, Black Talk (1968)
- Black Judgement (1968)
- Re: Creation (1970)
- Black Feeling, Black Talk/ Black Judgement (Conté "Black Feeling, Black Talk, and Black Judgement") (1970)
- My House (1972)
- The Women and The Men (1975)
- Cotton Candy on a Rainy Day (1978)
- Woman (1978)
- Those Who Ride The Night Winds (1983)
- Knoxville, Tennessee (1994)
- The Selected Poems of Nikki Giovanni (1996)
- Love Poems (1997)
- Blues: For All the Changes (1999)
- Quilting the Black-Eyed Pea: Poems and Not Quite Poems (2002)
- The Prosaic Soul of Nikki Giovanni (2003)
- The Collected Poetry of Nikki Giovanni: 1968-1998 (2003)
- Acolytes (2007)
- Bicycles: Love Poems (2009) (William Morrow)
- 100 Best African American Poems (2010) [editor] (Sourcebooks MediaFusion)
- Chasing Utopia: A Hybrid (2013) (HarperCollins)

### Literatura infantil
- Spin a Soft Black Song (1971)
- Ego-Tripping and Other Poems For Young People (1973)
- Vacation Time: Poems for Children (1980)
- Ego-Tripping and Other Poems for Young People Revised Edition (1993)
  - The Genie in The Jar (1996)
- The Sun Is So Quiet (1996)
- The Girls in the Circle (Just for You!) (2004)
- Rosa*  (2005)
- Poetry Speaks to Children: A Celebration of Poetry with a Beat (2005) (Sourcebooks)
- Lincoln and Douglass: An American Friendship  (2008)
- Hip Hop Speaks to Children: A Celebration of Poetry with a Beat (2008) (Sourcebooks)
- The Grasshopper's Song: An Aesop's Fable  (2008)
- I Am Loved (2018)

### Discografia
- Truth Is On Its Way (Right On Records, 1976)
- The Reason I Like Chocolate (Folkways Records, 1976)
- Legacies: The Poetry of Nikki Giovanni (Folkways, 1976)
- Cotton Candy on a Rainy Day (Folkways, 1978)
- Nikki Giovanni and the New York Community Choir*  (Collectibles, 1993)
- Every Tone A Testimony (Smithsonian Folkways, 2001)
- The Nikki Giovanni Poetry Collection (2002)

### Altres
- (Editora) Night Comes Softly: An Anthology of Black Female Voices, Medic Press (1970)
- Gemini: An Extended Autobiographical Statement on My First Twenty-five Years of Being a Black Poet*  (1971)
- A Dialogue with James Baldwin*  (1973)
- (Amb Margaret Walker) A Poetic Equation: Conversations between Nikki Giovanni and Margaret Walker*  (1974)
- Sacred Cows ... and Other Edibles (assajos)* (1988)
- (Editora, amb C. Dennison) Appalachian Elders: A Warm Hearth Sampler*  (1991)
- Racism 101*  (assajos, 1994)
- (Editora) Grand Mothers: Poems, Reminiscences, and Short Stories about the Keepers of Our Traditions*  (1994)
- (Editora) Shimmy Shimmy Shimmy Like My Sister Kate: Looking at the Harlem Renaissance through Poems*  (1995)[12]
- (Editora) 100 Best African American Poems (2010)